# 別雷區

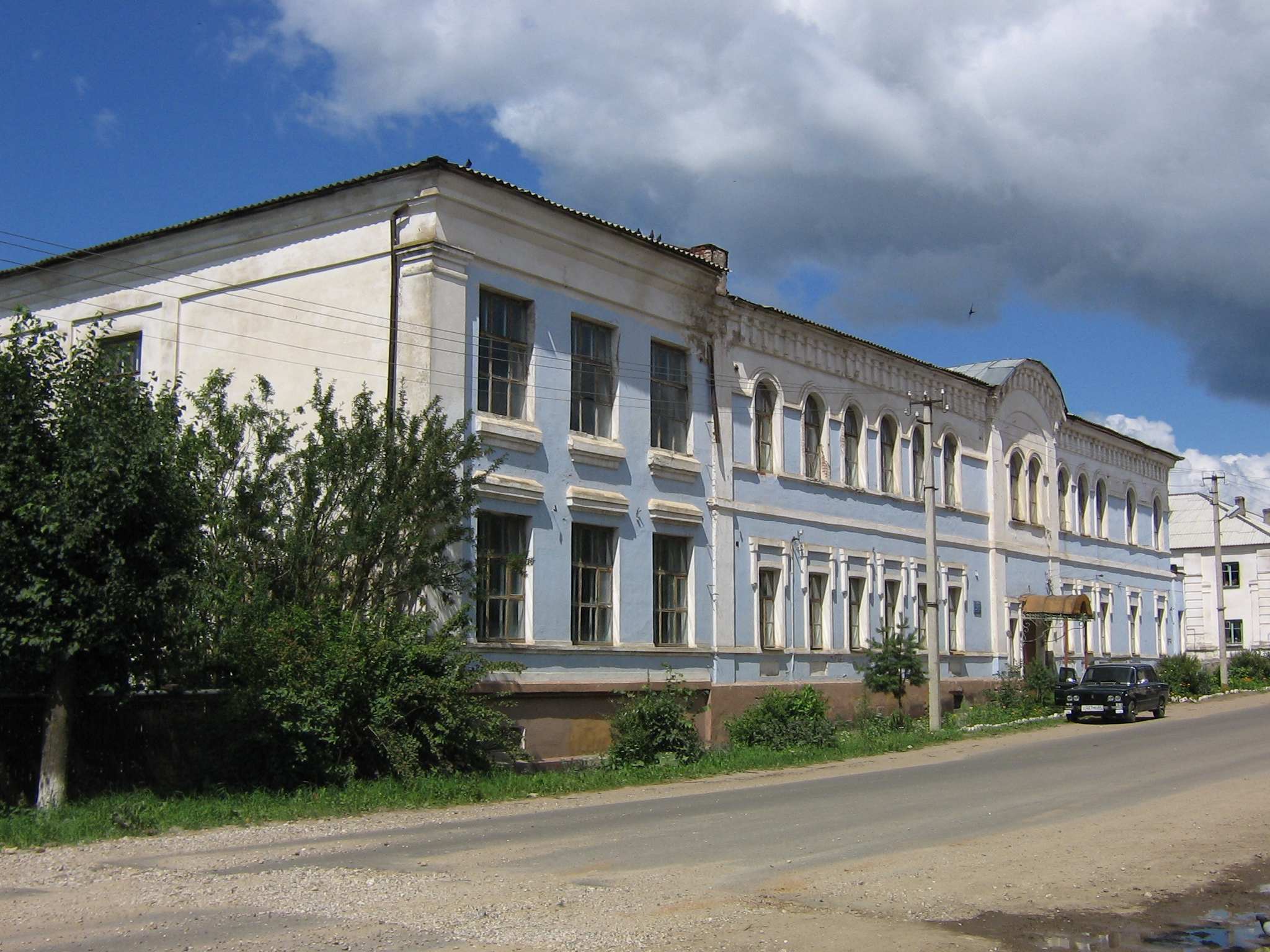

55°50′N 32°56′E / 55.833°N 32.933°E
別雷區（俄语：Бельский район），是俄羅斯的一個區，位於該國西部，由特維爾州負責管轄，面積約2,135平方公里，2010年該區人口6,582，人口密度每平方公里3.08人。